# Lijst van Nederlandse netnummers

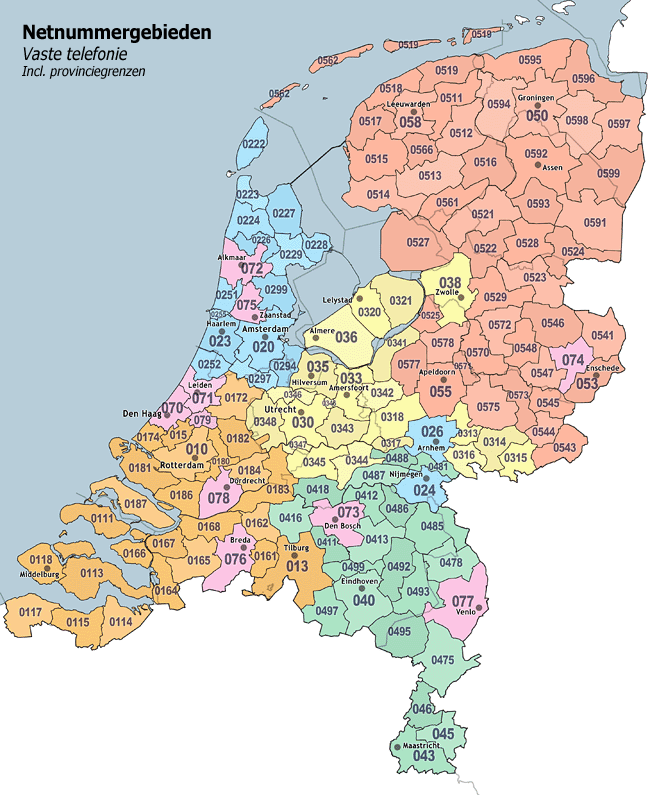
Indeling van netnummergebieden in Nederland

Dit is een lijst van netnummers in Europees Nederland.
Vermeld zijn de namen van de telefoonnetten zoals opgenomen in het Nummerplan telefoon- en ISDN diensten (versie 17 april 2008) van het Ministerie van Economische Zaken.
Dat is meestal de naam van de belangrijkste plaats in het net.
Zie voor de netnummers zoals deze vóór 1995 werden gebruikt de Lijst van historische Nederlandse netnummers.

## Geografische netnummers

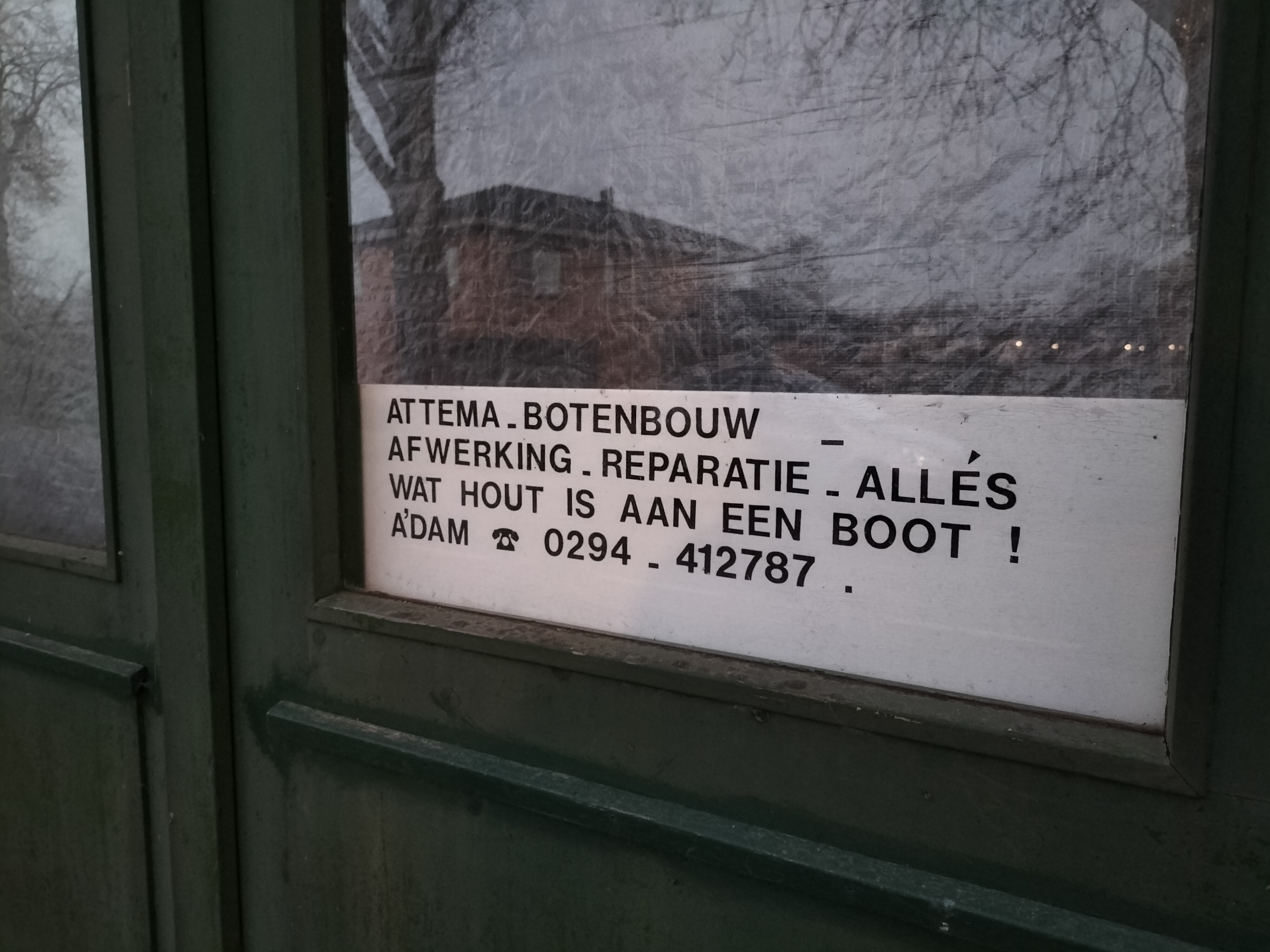
Een telefoonnummer in "A'dam" (Amsterdam, meestal geassocieerd met netnummer 020), met het netnummer 0294 van Weesp. Deze aansluiting zit in Driemond.

In de grotere netten kon men vanouds aan de begincijfers van een abonneenummer zien in welk deel van het net een aansluiting zich bevond. Bij de Operatie Decibel werden veel netten samengevoegd, waarbij de abonneenummers een extra begincijfer kregen.  Het werd echter mogelijk telefoonnummers uit te geven die niet met andere cijfers begonnen en het werd mogelijk met behoud van een abonneenummer binnen het net (het grotere net - na Decibel) te verhuizen. De begincijfers, die in onderstaande tabel tussen haakjes staan, zijn dus minder betrouwbaar geworden. 
| Netnummer  | Plaatsen met dit netnummer (de naam van het net is vet) |
| ---------- | --- |
| 00         | zie bij de niet-geografische nummers |
| 010        | Berkel en Rodenrijs (51), Bergschenhoek (51), Bleiswijk (52), Capelle aan den IJssel (2,4), Rotterdam (2,4,8), Schiedam (2,4), Vlaardingen (2,4,8), Maassluis (2,59), Maasland (2,59), Rhoon (5), Rotterdam Albrandswaard (50), Poortugaal (50), Hoogvliet (2,4), Pernis (4), Vondelingenplaat, Botlek , VOIP-diensten (7) |
| 0111       | Zierikzee, Ouwerkerk, Nieuwerkerk, Oosterland, Sirjansland, Bruinisse, Dreischor, Zonnemaire, Noordgouwe, Brouwershaven, Kerkwerve, Scharendijke, Ellemeet, Renesse, Noordwelle, Serooskerke (Schouwen-Duiveland), Burgh-Haamstede |
| 0113       | Yerseke, Rilland, Krabbendijke, Waarde, Oostdijk, Kruiningen, Hansweert, Kapelle, Schore, Wemeldinge, 's-Gravenpolder, Hoedekenskerke, Kwadendamme, Baarland, Oudelande, Ellewoutsdijk, Driewegen, Ovezande, Nisse, 's-Heer Abtskerke, Heinkenszand, 's-Heerenhoek, Borssele, Nieuwdorp, Lewedorp (5), 's-Heer Arendskerke, Goes (2), Wolphaartsdijk, 's-Heer Hendrikskinderen, Kattendijke, Wilhelminadorp, Kloetinge, Kortgene, Kats, Colijnsplaat, Wissenkerke, Kamperland, Geersdijk |
| 0114       | Hulst, Sint Jansteen, Kapellebrug, Heikant, Clinge, Nieuw-Namen, Graauw, Koewacht, Vogelwaarde, Terhole, Kuitaart, Hengstdijk, Lamswaarde, Kloosterzande, Walsoorden, Ossenisse |
| 0115       | Biervliet, Terneuzen, Spui, Sluiskil, Hoek, Zaamslag, Sas van Gent, Philippine, Westdorpe, Axel, Zuiddorpe, Overslag |
| 0117       | Oostburg, Groede, Nieuwvliet, Zuidzande, Cadzand, Schoondijke, Waterlandkerkje, Breskens, Hoofdplaat, IJzendijke, Sluis, Retranchement, Aardenburg, Sint Kruis, Eede |
| 0118       | Middelburg, Nieuw- en Sint Joosland, Arnemuiden, Veere, Gapinge, Serooskerke (Walcheren), Vrouwenpolder, Oostkapelle, Domburg, Westkapelle, Aagtekerke, Grijpskerke, Meliskerke, Koudekerke, Biggekerke, Zoutelande, Vlissingen, Oost-Souburg, Ritthem |
| 013        | Tilburg, Goirle, Berkel-Enschot, Heukelom (Oisterwijk), Oisterwijk, Moergestel, Udenhout, Biezenmortel, Hilvarenbeek, Biest-Houtakker, Esbeek, Diessen, Haghorst, Oost-, West- en Middelbeers, Lage Mierde, Hooge Mierde, Hulsel, Baarle-Nassau, Ulicoten, Castelré, Alphen (Noord-Brabant), Riel, De Moer |
| 014        | zie bij de niet-geografische nummers |
| 015        | Delft (2), Nootdorp, Den Hoorn, Schipluiden, Pijnacker, Delfgauw, |
| 0161       | Bavel, Chaam, Rijen, Molenschot, Hulten, Gilze, Dorst |
| 0162       | Oosterhout (Noord-Brabant), Oosteind, Den Hout, Made, Drimmelen, Geertruidenberg, Raamsdonksveer, Raamsdonk, Dongen, 's Gravenmoer, Hank (Werkendam) |
| 0164       | Bergen op Zoom, Hoogerheide, Woensdrecht, Huijbergen, Ossendrecht, Putte, Halsteren, Lepelstraat |
| 0165       | Roosendaal, Nispen, St. Willebrord, Sprundel, Rucphen, Schijf, Wouw, Wouwse Plantage, Heerle, Moerstraten, Oudenbosch, Zegge, Hoeven, Bosschenhoofd, Oud Gastel, Stampersgat, Standdaarbuiten |
| 0166       | Tholen, Poortvliet, Scherpenisse, Sint-Maartensdijk, Stavenisse, Sint-Annaland, Oud-Vossemeer |
| 0167       | Steenbergen (Noord-Brabant), De Heen, Dinteloord, Sint Philipsland, Nieuw-Vossemeer, Kruisland |
| 0168       | Zevenbergen, Zevenbergschen Hoek, Drimmelen, Langeweg, Moerdijk, Klundert, Fijnaart, Heijningen, Oudemolen (Moerdijk), Willemstad (Noord-Brabant), Lage Zwaluwe, Hooge Zwaluwe, Noordhoek (Moerdijk) |
| 0172       | Leimuiderbrug, Hazerswoude-Dorp, Alphen aan den Rijn, Bodegraven, Nieuwkoop, Noorden, Zevenhoven, Nieuwveen, Aarlanderveen, Leimuiden, Ter Aar, Rijnsaterwoude, Zwammerdam, Woubrugge, Boskoop, Woerdense Verlaat |
| 0174       | Wateringen, Kwintsheul, Naaldwijk, Honselersdijk, Maasdijk, De Lier, Monster, Ter Heijde, Poeldijk, 's-Gravenzande, Hoek van Holland |
| 0180       | IJsselsteden: Zevenhuizen (2), Nieuwerkerk aan den IJssel (3), Krimpen aan den IJssel (5), Krimpen aan de Lek (5), Ouderkerk aan den IJssel (3), Lekkerkerk (6), Ridderkerk (4), Barendrecht (5, 6, 7, 8) |
| 0181       | Rozenburg, Europoort (2), Maasvlakte (3), Spijkenisse (6,8), Hekelingen, Geervliet, Simonshaven, Zuidland (4), Abbenbroek, Heenvliet, Hellevoetsluis (3), Oudenhoorn, Brielle (4), Oostvoorne, Tinte, Rockanje, Vierpolders, Zwartewaal |
| 0182       | Waddinxveen, Gouda(5,6,7), Reeuwijk, Stolwijk, Berkenwoude, Gouderak, Moordrecht, Haastrecht, Vlist, Bergambacht, Ammerstol, Schoonhoven, Polsbroek, Hekendorp |
| 0183       | Gorinchem, Schelluinen, Spijk (West Betuwe), Dalem, Vuren, Hoogblokland, Hoornaar, Noordeloos, Meerkerk, Ameide, Tienhoven aan de Lek, Arkel, Nieuwland, Kedichem, Werkendam, Sleeuwijk, Nieuwendijk, Andel, Giessen, Rijswijk (Noord-Brabant), Woudrichem, Almkerk, Waardhuizen, Uitwijk |
| 0184       | Streefkerk, Groot-Ammers, Nieuwpoort, Langerak, Waal, Oud Alblas, Bleskensgraaf Ca, Molenaarsgraaf, Brandwijk, Ottoland, Sliedrecht, Wijngaarden, Hardinxveld-Giessendam, Giessenburg, Nieuw-Lekkerland |
| 0186       | Oud-Beijerland (6), Nieuw-Beijerland, Piershil, Goudswaard, Mijnsheerenland, Westmaas, Heinenoord, Numansdorp(5,6), Zuid-Beijerland, Klaaswaal |
| 0187       | Middelharnis (5), Stad aan 't Haringvliet, Nieuwe-Tonge, Sommelsdijk, Dirksland, Melissant, Herkingen, Stellendam, Goedereede, Ouddorp, Oude-Tonge, Achthuizen, Ooltgensplaat, Den Bommel |
| 020        | Amsterdam, Amsterdam-Zuidoost, Diemen, Duivendrecht, Luchthaven Schiphol, Schiphol-Rijk, Landsmeer, Den Ilp, Broek in Waterland, Zuiderwoude, Uitdam, Zwanenburg, Halfweg, Badhoevedorp, Amstelveen, Ouderkerk aan de Amstel, Oude Meer, Ilpendam, Watergang, Ransdorp |
| 0222       | Den Burg, Oudeschild, De Waal, Oosterend, De Cocksdorp, De Koog, Den Hoorn (Texel) |
| 0223       | Anna Paulowna, Breezand, Den Helder |
| 0224       | Winkel, Lutjewinkel, Schagen, Sint Maarten, Dirkshorn, Schagerbrug, Sint Maartensbrug, Sint Maartensvlotbrug, 't Zand, Oudesluis, Callantsoog, Wieringerwaard, Kolhorn, Barsingerhorn |
| 0226       | Hensbroek, Obdam, Spanbroek, Opmeer, Hoogwoud, Broek op Langedijk, Zuid-Scharwoude, Noord-Scharwoude, Oudkarspel, Nieuwe Niedorp, Oude Niedorp, 't Veld, Zijdewind, Waarland, Tuitjenhorn, Warmenhuizen, Burgerbrug, Petten |
| 0227       | Medemblik, Opperdoes, Twisk, Wieringerwerf, Kreileroord, Slootdorp, Middenmeer, Hippolytushoef, Westerland, Den Oever |
| 0228       | Enkhuizen, Venhuizen, Hem, Bovenkarspel, Grootebroek, Lutjebroek, Hoogkarspel, Westwoud, Andijk, Zwaagdijk, Wervershoof, Onderdijk |
| 0229       | Oosterleek, Hoorn, Oudendijk, Avenhorn, Scharwoude, Spierdijk, Berkhout, De Goorn, Zuidermeer, Benningbroek, Sijbekarspel, Abbekerk, Lambertschaag, De Weere, Oostwoud, Midwoud, Wognum, Nibbixwoud, Zwaag, Hauwert, Blokker, Oosterblokker, Schellinkhout, Aartswoud, Wijdenes |
| 023        | Velserbroek, Haarlem, Zandvoort, Overveen, Bloemendaal, Spaarndam-West, Spaarndam, Haarlemmerliede, Santpoort-Noord, Santpoort-Zuid, Heemstede, Aerdenhout, Vogelenzang, Bentveld, Bennebroek, Hoofddorp, Zwaanshoek, Vijfhuizen, Cruquius, Boesingheliede, Lijnden. |
| 024        | Nijmegen, Weurt, Groesbeek, Heilig Landstichting, Berg en Dal, Beek, Ubbergen, Persingen, Ooij, Erlecom, Leuth, Malden, Heumen, Molenhoek, Mook, Plasmolen, Middelaar, Wijchen, Overasselt, Nederasselt, Balgoij, Leur, Beuningen GLD, Lent, Oosterhout (Overbetuwe) |
| 0251       | Castricum, Uitgeest, Akersloot, Beverwijk, Wijk aan Zee, Velsen-Noord, Heemskerk |
| 0252       | Nieuw-Vennep, Abbenes, Buitenkaag, Kaag, Lisse, Lisserbroek, Sassenheim, Hillegom, De Zilk, Noordwijkerhout, Voorhout |
| 0255       | IJmuiden, Velsen-Zuid, Driehuis |
| 026        | Heteren, Angeren, Arnhem, Huissen, Oosterbeek, Doorwerth, Heveadorp, Wolfheze, Deelen, Velp, Rozendaal, Schaarsbergen, Westervoort, Rheden, De Steeg |
| 0294       | Weesp, Abcoude, Nigtevecht, Nederhorst den Berg, Baambrugge, Muiden, Muiderberg, Nieuwer Ter Aa, Nieuwersluis, Loenen aan de Vecht, Vreeland, Loenersloot |
| 0297       | Uithoorn, De Kwakel, De Hoef, Amstelhoek, Vrouwenakker, Aalsmeer, Kudelstaart, Rijsenhout, Aalsmeerderbrug, Rozenburg, Mijdrecht, Vinkeveen, Waverveen, Wilnis |
| 0299       | Volendam, Edam, Monnickendam, Katwoude, Marken, Purmerend, Purmerland, Wijdewormer, Zuidoostbeemster, Middenbeemster, Noordbeemster, Westbeemster, Kwadijk, Middelie, Warder, Oosthuizen, Beets, Schardam, Hobrede, Purmer, De Rijp, Graft, Noordeinde, Grootschermer, Driehuizen |
| 030        | IJsselstein, Lopikerkapel, Nieuwegein, Vleuten, De Meern, Haarzuilens, Utrecht, Oud Zuilen, Zeist, Huis ter Heide (Utrecht), Bilthoven, De Bilt, Den Dolder, Bosch en Duin, Bunnik, Odijk, Houten, 't Goy, Schalkwijk, Tull en 't Waal |
| 0313       | Dieren, Ellecom, Spankeren, Laag-Soeren, Eerbeek, Hall, Doesburg, Angerlo, Giesbeek, Lathum, Drempt |
| 0314       | Laag-Keppel, Hummelo, Doetinchem, Zelhem, Halle, Wehl, Kilder, Zeddam, Stokkum, 's-Heerenberg, Lengel, Azewijn, Vethuizen, Braamt, Wijnbergen |
| 0315       | Gaanderen, Varsseveld, Westendorp, Heelweg, Terborg, Silvolde, Sinderen, Ulft, Etten, Varsselder-Veldhunten, Netterden, Megchelen, Gendringen, Voorst (Oude IJsselstreek), Breedenbroek, Sinderen (Oude IJsselstreek), Dinxperlo, De Heurne |
| 0316       | Zevenaar, Babberich, Pannerden, Aerdt, Herwen, Lobith, Tolkamer, Spijk, Duiven, Groessen, Loo, Didam, Loerbeek, Beek |
| 0317       | Rhenen, Wageningen, Heelsum, Renkum |
| 0318       | Veenendaal, Elst (Utrecht), Renswoude, Ede, Bennekom, Otterlo, Harskamp, Wekerom, Lunteren, Ederveen, De Klomp |
| 0320       | Lelystad |
| 0321       | Dronten, Swifterbant, Biddinghuizen |
| 033        | Bunschoten-Spakenburg, Eemdijk, Amersfoort, Hoogland, Hooglanderveen, Leusden, Stoutenburg, Stoutenburg Noord, Nijkerk, Nijkerkerveen, Hoevelaken, Scherpenzeel, Woudenberg |
| 0341       | Harderwijk, Hierden, Ermelo, Putten, Nunspeet, Hulshorst |
| 0342       | Barneveld, Kootwijkerbroek, Stroe, Voorthuizen, Terschuur, Zwartebroek, Achterveld, De Glind |
| 0343       | Austerlitz, Doorn, Cothen, Langbroek, Maarn, Maarsbergen, Leersum, Amerongen, Overberg, Wijk Bij Duurstede, Driebergen-Rijsenburg, Werkhoven |
| 0344       | Tiel, Zoelen, Kerk-Avezaath, Kapel-Avezaath, Wadenoijen, Maurik, Eck en Wiel, Ingen, Ommeren, Lienden, Ochten, IJzendoorn, Echteld, Ophemert, Zennewijnen, Heesselt, Varik, Buren, Erichem |
| 0345       | Culemborg, Zoelmond, Beusichem, Asch, Ravenswaaij, Zijderveld, Hei- en Boeicop, Leerdam, Schoonrewoerd, Asperen, Acquoy, Rhenoy, Beesd, Gellicum, Rumpt, Enspijk, Deil, Heukelum, Oosterwijk, Est, Geldermalsen, Meteren, Tricht, Buurmalsen, Leerbroek |
| 0346       | Maarssen, Tienhoven, Westbroek, Breukelen, Kockengen, Groenekan, Maartensdijk, Soesterberg |
| 0347       | Everdingen, Hagestein, Lexmond, Vianen |
| 0348       | Benschop, Lopik, Jaarsveld, Montfoort, Nieuwerbrug aan den Rijn, Oudewater, Snelrewaard, Woerden, Linschoten, Papekop, Driebruggen, Waarder, Kamerik, Zegveld, Harmelen |
| 035        | Hilversum (5,6), Loosdrecht, Kortenhoef, 's-Graveland, Ankeveen, Laren (Noord-Holland), Blaricum, Huizen, Bussum, Naarden, Breukeleveen, Hollandsche Rading, Baarn, Lage Vuursche, Eemnes, Soest |
| 036        | Almere, Zeewolde |
| 038        | Zwolle, Hattem, Hasselt, Zwartsluis, Belt-Schutsloot, Wezep, Hattemerbroek, Wapenveld, Kampen, IJsselmuiden, Wilsum, 's-Heerenbroek, Zalk, Grafhorst, Kamperveen, Genemuiden, Mastenbroek |
| 040        | Veldhoven, Knegsel, Wintelre, Valkenswaard, Riethoven, Westerhoven, Waalre, Heeze, Leende, Eindhoven, Geldrop, Nuenen, Sterksel |
| 0411       | Cromvoirt, Haaren, Helvoirt, Boxtel, Esch, Liempde |
| 0412       | Oss, Berghem, Megen, Macharen, Haren (Noord-Brabant), Heesch, Nistelrode, Oijen, Teeffelen, Lithoijen, Lith, Maren-Kessel |
| 0413       | Uden, Volkel, Odiliapeel, Veghel, Erp, Loosbroek, Heeswijk-Dinther, Mariaheide, Sint-Oedenrode, Vorstenbosch |
| 0416       | Wijk en Aalburg, Veen, Genderen, Eethen, Drongelen, Meeuwen, Babyloniënbroek, Dussen, Waalwijk, Drunen, Elshout, Sprang-Capelle, Waspik, Kaatsheuvel, Loon op Zand, Heusden |
| 0418       | Herwijnen, Hellouw, Haaften, Tuil, Waardenburg, Neerijnen, Opijnen, Zaltbommel, Zuilichem, Brakel, Poederoijen, Aalst, Gameren, Nieuwaal, Bruchem, Kerkwijk, Delwijnen, Nederhemert, Bern, Hurwenen, Rossum (Gelderland), Kerkdriel, Hoenzadriel, Velddriel, Alem |
| 043        | Maastricht, Meerssen, Ulestraten, Moorveld, Bunde, Geulle, Eijsden, Gronsveld, Eckelrade, Noorbeek, Mheer, Banholt, Sint Geertruid, Cadier en Keer, Bemelen, Margraten, Gulpen, Ingber, Reijmerstok, Heijenrath, Slenaken, Beutenaken, Mechelen, Epen, Wittem, Eys, Elkenrade, Vaals, Vijlen, Lemiers, Valkenburg, Schin op Geul, Scheulder, Ransdaal, Wijlre, Berg en Terblijt, Walem |
| 044        | zie bij de niet-geografische nummers |
| 045        | Hulsberg, Klimmen, Bocholtz, Baneheide, Nuth, Wijnandsrade, Voerendaal, Simpelveld, Landgraaf, Heerlen, Hoensbroek, Brunssum, Schinveld, Kerkrade, Eygelshoven, Schimmert |
| 046        | Susteren, Roosteren, Nieuwstadt, Born, Buchten, Holtum, Papenhoven, Obbicht, Grevenbicht, Urmond, Sittard, Limbricht, Einighausen, Guttecoven, Munstergeleen, Windraak, Puth, Geleen, Stein, Sweikhuizen, Spaubeek, Elsloo, Beek, Schinnen, Amstenrade, Oirsbeek, Doenrade, Merkelbeek, Jabeek, Bingelrade |
| 0475       | Hunsel, Ittervoort, Neeritter, Thorn, Wessem, Roermond, Herten, Maasbracht, Posterholt, Vlodrop, Montfort, Linne, Swalmen, Asselt,Boukoul, Melick, Herkenbosch, Sint Odiliënberg, Haelen, Buggenum, Nunhem, Horn, Neer, Roggel, Heibloem, Heythuysen, Baexem, Grathem, Heel, Beegden, Echt, Koningsbosch, Maria Hoop, Stevensweert, Ohé en Laak, Sint Joost |
| 0478       | Venray, Oostrum, Oirlo, Leunen, Castenray, Heide, Ysselsteyn, Veulen, Merselo, Vredepeel, Smakt, Vierlingsbeek, Maashees, Holthees, Overloon, Groeningen, Well, Wellerlooi, Wanssum, Geijsteren, Blitterswijck, Meerlo, Tienray (en deels Melderslo), Swolgen |
| 0481       | Kekerdom, Elst (Gelderland), Homoet, Slijk-Ewijk, Oosterhout, Bemmel, Ressen, Haalderen, Doornenburg, Gendt, Millingen aan de Rijn |
| 0485       | Cuijk, Katwijk (Noord-Brabant), Vianen (Noord-Brabant), Sint Agatha, Beers (Noord-Brabant), Linden, Oeffelt, Haps, Landhorst, Wanroij, Rijkevoort, Rijkevoort-De Walsert, Mill, Sint Hubert, Wilbertoord, Vortum-Mullem, Boxmeer, Beugen, Sambeek, Oploo, Westerbeek, Stevensbeek, Sint Anthonis, Ledeacker, Afferden, Siebengewald, Bergen, Gennep, Ottersum, Milsbeek, Heijen |
| 0486       | Grave, Velp (Noord-Brabant), Escharen, Ravenstein, Herpen, Schaijk, Reek, Zeeland (Noord-Brabant), Gassel, Langenboom, Niftrik |
| 0487       | Bergharen, Dreumel, Heerewaarden, Alphen (Gelderland), Maasbommel, Altforst, Appeltern, Horssen, Batenburg, Ewijk, Winssen, Druten, Deest, Afferden, Puiflijk, Boven-Leeuwen, Beneden-Leeuwen, Wamel |
| 0488       | Kesteren, Opheusden, Randwijk, Dodewaard, Zetten, Hemmen, Andelst, Herveld, Valburg |
| 0492       | Gemert, Handel, Elsendorp, De Mortel, Boekel, Venhorst, Helmond, Lierop, Mierlo, Aarle-Rixtel, Beek en Donk, Bakel, Milheeze, Boerdonk |
| 0493       | Someren, Asten, Ommel, Heusden (Asten), Deurne, Vlierden, Liessel, Helenaveen, De Rips, Griendtsveen |
| 0495       | Weert, Ell, Haler, Budel, Budel-Schoot, Budel-Dorplein, Maarheeze, Soerendonk, Gastel, Nederweert, Nederweert-Eind, Ospel, Kelpen-Oler, Stramproy, Altweerterheide, Tungelroy, Swartbroek, Laar, Leveroy |
| 0497       | Vessem, Eersel, Steensel, Duizel, Hapert, Hoogeloon, Casteren, Bladel, Netersel, Reusel, Bergeijk, Luyksgestel |
| 0499       | Best, Oirschot, Son, Breugel, Lieshout, Mariahout |
| 050        | Roden, Lieveren, Roderesch, Alteveer (Noordenveld), Nieuw-Roden, Leutingewolde, Foxwolde, Roderwolde, Peize, Schipborg, Zuidlaren, De Groeve, Midlaren, Noordlaren, De Punt, Yde, Winde, Bunne, Westerbroek, Waterhuizen, Scharmer, Harkstede, Luddeweer, Groningen (3,5), Matsloot, Haren, Onnen, Glimmen, Eelde, Paterswolde, Eelderwolde, Sauwerd, Wetsinge, Adorp, Bedum, Noordwolde, Zuidwolde, Ten Boer, Ten Post, Winneweer, Lellens, Woltersum, Sint Annen, Thesinge, Garmerwolde, Oostwold (Leek), Aduard, Den Horn, Den Ham, Onderdendam                                                        |
| 0511       | Rinsumageest, Broeksterwoude, Damwoude, De Valom, Wouterswoude, Driesum, Engwierum, Bergum, Hardegarijp, Tietjerk, Rijperkerk, Noordbergum, Suameer, Garyp, Eernewoude, Suawoude, Veenwouden, Zwaagwesteinde, Buitenpost, Twijzel, Twijzelerheide, Kollum, Augsbuurt, Kollumerpomp, Oudwoude, Westergeest, Triemen, Veenklooster, Kollumerzwaag, Zwagerbosch |
| 0512       | Drachten, Kortehemmen, Boornbergum, De Wilgen, Smalle Ee, De Veenhoop, Oudega (Smallingerland), Nijega, Opeinde, De Tike, Rottevalle, Drachtstercompagnie, Houtigehage, Surhuisterveen, Boelenslaan, Beetsterzwaag, Nij Beets, Olterterp, Ureterp, Siegerswoude, Frieschepalen, Eestrum, Oostermeer, Harkema, Surhuizum, Augustinusga, Kootstertille, Drogeham, Stroobos, Gerkesklooster |
| 0513       | Gorredijk, Jonkerslan, Langezwaag, Luxwoude, Tijnje, Terwispel, Lippenhuizen, Oudehorne, Nieuwehorne, Bontebok, Heerenveen, Terband, Oudeschoot, Nieuweschoot, Oranjewoud, Mildam, Katlijk, De Knijpe, Gersloot, Tjalleberd, Luinjeberd, Rottum, Rotstergaast, Rotsterhaule, Sintjohannesga, Oudehaske, Nijehaske, Vegelinsoord, Haskerdijken, Nieuwebrug, Joure, Snikzwaag, Haskerhorne, Rohel, Broek, Ouwsterhaule, Ouwster-Nijega, Oldeouwer, Doniaga, Scharsterbrug, Sint Nicolaasga, Idskenhuizen, Teroele, Langweer, Boornzwaag, Legemeer, Dijken                                                   |
| 0514       | Tjerkgaast, Koufurderrige, Lemmer, Eesterga, Follega, Oosterzee, Echten, Bantega, Echtenerbrug, Woudsend, Smallebrugge, Indijk, Ypecolsga, Sloten, Balk, Wijckel, Ruigahuizen, Sondel, Nijemirdum, Oudemirdum, Harich, Rijs, Mirns, Bakhuizen, Elahuizen, Oudega (Gaasterland-Sloten), Kolderwolde, Hemelum, Hindeloopen, Stavoren, Warns, Molkwerum, Koudum, It Heidenskip |
| 0515       | Sneek, Gaastmeer, Idzega, Sandfirden, Oudega (Wymbritseradeel), Blauwhuis, Westhem, Abbega, Oosthem, Heeg, Hommerts, Jutrijp, Uitwellingerga, Oppenhuizen, Offingawier, Gauw, Goënga, Scharnegoutum, Loënga, Tirns, IJsbrechtum, Bozum, Rien, Lutkewierum, Deersum, Sijbrandaburen, IJlst, Greonterp, Bolsward, Workum, Wommels, Kubaard, Edens, Oosterend, Itens, Roodhuis, Hidaard, Hartwerd, Burgwerd, Hichtum, Cornwerd, Makkum, Idsegahuizum, Piaam, Gaast, Allingawier, Exmorra, Ferwoude, Hieslum, Parrega, Dedgum, Tjerkwerd, Nijland, Tjalhuizum, Folsgare, Wolsum, Nijhuizum, Hennaard, Terzool |
| 0516       | Jubbega, Hoornsterzwaag, Oldeberkoop, Nijeberkoop, Makkinga, Langedijke, Appelscha, Ravenswoud, Fochteloo, Oosterwolde, Haule, Haulerwijk, Waskemeer, Donkerbroek, Wijnjewoude, Bakkeveen, Een West |
| 0517       | Longerhouw, Schraard, Wons, Witmarsum, Pingjum, Zurich, Kornwerderzand, Breezanddijk, Franeker, Tzum, Hitzum, Achlum, Herbaijum, Dongjum, Boer, Ried, Peins, Schalsum, Zweins, Schingen, Kimswerd, Arum, Lollum, Winsum, Huns, Lions, Baard, Oosterlittens, Baijum, Welsrijp, Spannum, Waaxens (Littenseradeel), Sexbierum, Pietersbierum, Wijnaldum, Harlingen, Midlum, Dronrijp |
| 0518       | Tzummarum, Firdgum, Klooster-Lidlum, Oosterbierum, Menaldum, Slappeterp, Berlikum, Wier, Minnertsga, Hijum, Oude Leije, Marrum, Hallum, Westhoek, Sint Annaparochie, Vrouwenparochie, Oudebildtzijl, Sint Jacobiparochie, Ferwerd, Hogebeintum |
| 0519       | Dokkum, Sijbrandahuis, Janum, Birdaard, Aalsum, Wetsens, Metslawier, Jouswier, Oostrum, Ee, Anjum, Lioessens, Morra, Paesens, Oosternijkerk, Niawier, Wierum, Moddergat, Nes (Dongeradeel), Hantumhuizen, Ternaard, Hantumeruitburen, Hantum, Hiaure, Holwerd, Waaxens (Dongeradeel), Brantgum, Foudgum, Raard, Bornwird, Hollum, Ballum, Nes (Ameland), Buren, Schiermonnikoog, Blija, Genum, Reitsum, Lichtaard, Jislum, Wanswerd, Lauwersoog |
| 0521       | Havelte, Darp, Havelterberg, Uffelte, Diever, Wapse, Dieverbrug, Geeuwenbrug, Wittelte, Dwingeloo, Steenwijk, Tuk, Witte Paarden, Baars, De Pol, Willemsoord, Marijenkampen, Steenwijkerwold, Basse, Zuidveen, Onna, Kallenkote, De Bult, Eesveen, Wapserveen, Giethoorn, Wetering, Scheerwolde, Vledder, Frederiksoord, Nijensleek, Wilhelminaoord, Vledderveen, Doldersum, Zorgvlied, Wateren, Oude Willem |
| 0522       | Meppel, Wanneperveen, Nijeveen, Rogat, Staphorst, Rouveen, IJhorst, de Wijk, Koekange, Ruinerwold, Ruinen, Ansen, Broekhuizen, De Schiphorst |
| 0523       | Bergentheim, Marienberg, Sibculo, Kloosterhaar, Bruchterveld, Brucht, Dedemsvaart (61), Drogteropslagen, Balkbrug (65), Beerze, Witharen, Vinkenbuurt (68), Hardenberg, Lutten, Slagharen, Schuinesloot, Radewijk, Venebrugge, Hoogenweg, Rheeze, Diffelen, Heemserveen, Rheezerveen, Collendoorn |
| 0524       | Coevorden, Dalen, Dalerpeel, Wachtum, Dalerveen, Stieltjeskanaal, Schoonebeek, Weiteveen, Nieuw-Schoonebeek, Loozen, Holthone, De Krim, Gramsbergen, Ane, Anevelde, Den Velde, Holtheme, Anerveen, Oosterhesselen, Gees, Zwinderen, Geesbrug |
| 0525       | Elburg (68), 't Harde (65), Doornspijk (66), 't Loo (63), Oldebroek (63), Oosterwolde (62) |
| 0527       | Emmeloord, Ens, Nagele, Tollebeek, Espel, Creil, Rutten, Bant, Luttelgeest, Marknesse, Kraggenburg, Urk, Vollenhove, Sint Jansklooster, Blokzijl, Nederland (Overijssel), Baarlo, Blankenham, Kuinre, Slijkenburg |
| 0528       | Hoogeveen, Nieuweroord, Hollandscheveld, Noordscheschut, Alteveer (Hoogeveen), Elim, Nieuwlande, Zuidwolde DR (37), Veeningen, Linde, Kerkenveld, Alteveer, Fluitenberg, Echten, Pesse, Stuifzand, Eursinge, Tiendeveen, Nieuw-Balinge |
| 0529       | Nieuwleusen, Punthorst, Dalfsen, Ommen (45), Vilsteren, Arriën, Stegeren, Laag Zuthem, Giethmen |
| 053        | Haaksbergen (5), Enschede (4), Losser, Glane, Overdinkel, Glanerbrug, Boekelo (5), Lonneker |
| 0541       | Oldenzaal, De Lutte, Beuningen, Denekamp, Weerselo, Rossum (Overijssel), Ootmarsum, Tilligte, Lattrop-Breklenkamp, Agelo, Oud Ootmarsum, Nutter, Vasse, Hezingen, Mander, Manderveen, Reutum, Haarle (Tubbergen), Noord Deurningen |
| 0543       | Winterswijk, Meddo, Huppel, Ratum, Kotten, Woold, Miste, Henxel, Brinkheurne, Corle, Aalten, Heurne (Aalten), Bredevoort |
| 0544       | Groenlo, Lichtenvoorde, Vragender, Harreveld, Zieuwent, Lievelde, Beltrum, Mariënvelde |
| 0545       | Eibergen, Rekken, Neede, Rietmolen, Borculo, Haarlo, Geesteren, Gelselaar |
| 0546       | Almelo, Aadorp, Mariaparochie, Harbrinkhoek, Wierden, Hoge Hexel, Tubbergen, Albergen, Fleringen, Vriezenveen, Bruinehaar, Westerhaar-Vriezenveensewijk, Geesteren, Langeveen, Vroomshoop, Den Ham, Daarlerveen, Daarle |
| 0547       | Goor, Markelo, Diepenheim, Hengevelde, Bentelo, Enter |
| 0548       | Nijverdal, Hellendoorn, Haarle (Hellendoorn), Holten, Rijssen, Zuna, Notter |
| 055        | Apeldoorn, Ugchelen, Beemte-Broekland, Wenum-Wiesel, Hoog Soeren, Hoenderloo, Beekbergen, Lieren, Loenen, Klarenbeek, Teuge |
| 0561       | Oldemarkt, Ossenzijl, Kalenberg, Paasloo, Boschoord, Oosterstreek, Zandhuizen, Noordwolde, Boijl, Vinkega, De Hoeve, Steggerda, Peperga, De Blesse, Blesdijke, Elsloo, Wolvega, Oldeholtpade, Nijeholtpade, Ter Idzard, Oldeholtwolde, Sonnega, Oldetrijne, Nijetrijne, Spanga, Scherpenzeel, Langelille, Munnekeburen, Oldelamer, Nijelamer, Nijeholtwolde |
| 0562       | West-Terschelling, Hee (Terschelling), Kaard, Baaiduinen, Kinnum, Midsland, Striep, Landerum, Formerum, Lies (Terschelling), Hoorn (Terschelling), Oosterend (Terschelling), Vlieland |
| 0566       | Akkrum, Terhorne, Nes (Boornsterhem), Oldeboorn, Goëngahuizen, Goingarijp, Akmarijp, Terkaple, Grouw, Idaard, Roordahuizum, Friens, Irnsum, Rauwerd, Poppingawier |
| 0570       | Deventer, Colmschate, Diepenveen, Schalkhaar, Lettele, Okkenbroek, Bathmen, Steenenkamer, Broekland, Olst, Wesepe, Wijhe, Welsum |
| 0571       | Twello, Terwolde, Nijbroek |
| 0572       | Raalte, Luttenberg, Mariënheem, Heeten, Nieuw Heeten, Heino, Lierderholthuis, Dalmsholte, Lemele, Lemelerveld |
| 0573       | Harfsen, Lochem, Barchem, Laren, Ruurlo |
| 0575       | Brummen, Leuvenheim, Tonden, Zutphen, Eefde, Gorssel, Epse, Joppe, Almen, Steenderen, Baak, Rha, Olburgen, Bronkhorst, Toldijk, Warnsveld, Vierakker, Wichmond, Vorden, Hengelo (Gelderland), Keijenborg, Voorst (Voorst), Empe |
| 0577       | Garderen, Uddel, Elspeet, Vierhouten |
| 0578       | Epe, Emst, Oene, Vaassen, Heerde, Vorchten, Veessen, Marle |
| 058        | Wiuwert, Leeuwarden, Warten, Warstiens, Wergea, Eagum, Easterwierrum, Mantgum, Jorwert, Weidum, Bears, Jellum, Hilaard, Boksum, Blessum, Deinum, Marssum, Engelum, Beetgum, Beetgumermolen, Stiens, Finkum, Britsum, Cornjum, Jelsum, Gytsjerk, Oentsjerk, Munein, Aldtsjerk, Rinsumageest, Roodkerk, Lekkum, Miedum, Snakkerburen, Goutum, Teerns, Hempens, Swichum, Wirdum, Wijtgaard, Wyns |
| 0591       | Emmen, Nieuw-Weerdinge, Nieuw Amsterdam, Sleen, Diphoorn, Erm, Veenoord, Holsloot, Noord Sleen, 't Haantje, Schoonoord, De Kiel, Zweeloo, Wezup, Wezuperbrug, Aalden, Meppen, Benneveld, Klijndijk, Valthe, Odoorn, Odoornerveen, Exloo, Emmer Compascuum, Barger Compascuum, Nieuw Dordrecht, Erica, Klazienaveen, Zwartemeer, Roswinkel, Weerdinge |
| 0592       | Norg, Langelo, Peest, Zuidvelde, Huis ter Heide (Drenthe), Westervelde, Veenhuizen, Een, Assen, Loon, Oranje, Bovensmilde, Smilde, Hoogersmilde, Schoonloo, Grolloo, Vredenheim, Amen, Papenvoort, Marwijksoord, Nooitgedacht, Rolde, Nijlande, Eldersloo, Ekehaar, Geelbroek, Eleveld, Deurze, Balloo, Balloërveld, Gieten, Eext, Anderen, Gasteren, Anloo, Annen, Vries, Tynaarlo, Zeegse, Oudemolen, Taarlo, Rhee, Ter Aard, Zeijerveld, Zeijerveen, Zeijen, Ubbena, Donderen |
| 0593       | Beilen, Hooghalen, Hijken, Spier, Wijster, Drijber, Westerbork, Zuidveld, Zwiggelte, Eursinge, Bruntinge, Mantinge, Balinge, Garminge, Witteveen, Orvelte, Elp |
| 0594       | Leek, Zevenhuizen, Midwolde, Tolbert, Boerakker, Marum, Nuis, Niebert, Jonkersvaart, De Wilp, Zuidhorn, Noordhorn, Briltil, Enumatil, Oldekerk, Niekerk (Grootegast), Noordwijk, Lucaswolde, Lettelbert, Niezijl, Grijpskerk, Pieterzijl, Visvliet, Burum, Warfstermolen, Munnekezijl, Grootegast, Sebaldeburen, Doezum, Kornhorn, Opende, Lutjegast, Kommerzijl, Oldehove, Niehove, Lauwerzijl, Saaksum, Ezinge, Feerwerd, Garnwerd |
| 0595       | Startenhuizen, Winsum, Baflo, Tinallinge, Rasquert, Den Andel, Saaxumhuizen, Mensingeweer, Schouwerzijl, Warfhuizen, Wehe den Hoorn, Leens, Zuurdijk, Eenrum, Pieterburen, Westernieland, Ulrum, Niekerk (De Marne), Houwerzijl, Zoutkamp, Vierhuizen, Kloosterburen, Hornhuizen, Uithuizen, Uithuizermeeden, Roodeschool, Oosternieland, Oldenzijl, Usquert, Warffum, Middelstum, Huizinge, Westerwijtwerd, Toornwerd, Kantens, Eppenhuizen, Zandeweer, Rottum, Stitswerd, Kruisweg |
| 0596       | Appingedam, Krewerd, Holwierde, Bierum, Losdorp, Godlinze, Spijk, Oosterwijtwerd, Leermens, Eenum, Zeerijp, 't Zandt, Wirdum, Garrelsweer, Loppersum, Stedum, Westeremden, Delfzijl, Farmsum, Meedhuizen, Tjuchem, Nieuwolda, Wagenborgen, Woldendorp, Termunten, Termunterzijl, Borgsweer, Eemshaven, Oudeschip, Zijldijk |
| 0597       | Nieuwe Pekela, Oude Pekela, Winschoten, Heiligerlee, Westerlee, Scheemda, Midwolda, Oostwold (Oldambt), Finsterwolde, Beerta, Nieuw Beerta, Drieborg, Oudezijl, Bad Nieuweschans, Bellingwolde, Oudeschans, Blijham, Wedde, Vriescheloo |
| 0598       | Zuidlaarderveen, Nieuwediep, Hoogezand, Kiel-Windeweer, Kropswolde, Foxhol, Sappemeer, Kolham, Woudbloem, Froombosch, Slochteren, Lageland, Schildwolde, Hellum, Siddeburen, Steendam, Borgercompagnie, Tripscompagnie, Noordbroek, Zuidbroek, Veendam, Wildervank, Muntendam, Meeden, Annerveenschekanaal, Oud Annerveen, Spijkerboor, Nieuw Annerveen, Eexterveen, Eexterveenschekanaal, 't Waar, Nieuw-Scheemda |
| 0599       | Eeserveen, Valthermond, 2e Valthermond, Gasselte, Stadskanaal, Gieterveen, Gasselternijveen, Gasselternijveenschemond, Nieuw-Buinen, Drouwenermond, Buinerveen, Drouwenerveen, Bronnegerveen, Bronneger, Buinen, Borger, Drouwen, Westdorp, Ellertshaar, Ees, Eesergroen, Vlagtwedde, Bourtange, Sellingen, Ter Apel, Ter Apelkanaal, Zandberg, 2e Exloërmond, 1e Exloërmond, Exloërveen, Musselkanaal, Mussel, Vledderveen, Onstwedde, Alteveer, Nieuw-Buinen |
| 06x        | zie bij de niet-geografische nummers |
| 070        | Wassenaar (5), Leidschendam, Voorburg, Rijswijk (Zuid-Holland) (3), Den Haag (inclusief Den Haag-Ypenburg) (3) |
| 071        | Noordwijk (3), Katwijk (inc. Rijnsburg en Valkenburg) (3, 4, 888), Voorschoten, Leiden (5), Oegstgeest, Leiderdorp, Hoogmade, Warmond, Roelofarendsveen, Oud Ade, Rijpwetering, Nieuwe Wetering, Oude Wetering, Zoeterwoude, Hazerswoude-Rijndijk, Koudekerk aan den Rijn |
| 072        | Ursem, Heerhugowaard, Alkmaar, Oudorp, Koedijk, Sint Pancras, Stompetoren, Oterleek, Zuidschermer, Heiloo, Bergen, Bergen aan Zee, Schoorl, Groet, Limmen, Egmond aan Zee, Egmond aan den Hoef, Egmond-Binnen |
| 073        | 's-Hertogenbosch(6), Empel, Rosmalen(5), Vlijmen, Nieuwkuijk, Haarsteeg, Berlicum, Vught, Sint-Michielsgestel, Den Dungen, Gemonde, Hedel, Ammerzoden, Well, Vinkel, Geffen, Nuland, Schijndel, Hintham |
| 074        | Delden (3), Ambt Delden (3), Hengelo (2), Deurningen, Saasveld, Borne (3), Zenderen (3), Hertme (3), Bornerbroek (3) |
| 075        | Zaanstad: Spijkerboor, West-Graftdijk, Oost-Graftdijk, Starnmeer, De Woude, Zaandam (6), Oostzaan, Wormerveer, Westknollendam, Wormer, Oostknollendam, Markenbinnen, Koog aan de Zaan, Zaandijk, Jisp, Westzaan, Krommenie, Assendelft |
| 076        | Breda, Prinsenbeek, Terheijden, Wagenberg, Teteringen, Ulvenhout, Galder, Strijbeek, Etten-Leur, Zundert, Wernhout, Achtmaal, Rijsbergen |
| 077        | Meijel, Broekhuizenvorst, Broekhuizen, Blerick, Venlo, Tegelen, Steyl, Velden, Lomm, Arcen, Belfeld, Reuver, Beesel, Horst, Melderslo, Hegelsom, Meterik, America, Grubbenvorst, Lottum, Sevenum, Kronenberg, Evertsoord, Panningen, Koningslust, Grashoek, Beringe, Egchel, Helden, Baarlo, Maasbree, Kessel, Neerkant |
| 078        | Alblasserdam, Kinderdijk, Heerjansdam, Strijen, Strijensas, Mookhoek, 's-Gravendeel, Puttershoek, Maasdam, Dordrecht, Zwijndrecht, Hendrik-Ido-Ambacht, Oostendam, Papendrecht (alle 6) |
| 079        | Zoetermeer (3), Benthuizen, Gelderswoude, Moerkapelle |
| 08x en 09x | zie bij de niet-geografische nummers |

## Niet-geografische nummers en prefixen
| Netnummer/prefix | Functie |
| ---------------- | --- |
| 00               | Internationaal toegangsnummer |
| 014              | Netwerk-intern gebruik door KPN en T-Mobile (niet aankiesbaar) |
| 027              | Gebruik door KPN Teletolk, dienst voor vertalen van en naar Nederlandse Gebarentaal voor bellers. |
| 0444             | Routering voor oproepen naar nummers in de Europese telefoonnummerruimte |
| 061 t/m 065      | Mobiele nummers |
| 066              | Semafonie |
| 0670 t/m 0675    | Videotex |
| 0676             | Inbelnummers van internetproviders |
| 0677 t/m 0679    | Videotex |
| 068              | Mobiele nummers |
| 0800             | Gratis informatienummers - bij sommige nummers in deze reeks zijn ook de beperkingen van 0900 van toepassing. |
| 082              | Virtual Private Network |
| 084, 087         | Persoonlijke-assistentdiensten, zoals voicemail en faxmail |
| 085, 087         | Plaatsonafhankelijk netnummer (sinds 2006) – voor openbare elektronische communicatiediensten zoals VoIP; het "interconnectie afgiftetarief" dat de nummerhouder mag rekenen is wettelijk begrensd; het maximum is gelijk aan dat voor geografische VoIP-nummers: 1,1 cent per minuut, exclusief BTW; het nummer kan meegenomen worden bij verhuizing; de volgende twee cijfers bepalen de aanbieder, bijvoorbeeld 08587 voor abonnees van VoIP via XS4ALL |
| 088              | Bedrijfsnummers (sinds eind 2004) |
| 0900             | Betaalde informatienummers (geen amusement en niet erotisch, seksueel of pornografisch van aard; niet gespreksverlengend) |
| 0906             | Betaalde informatienummers (geen beperkingen, veelal erotisch) |
| 0909             | Betaalde informatienummers (amusement, niet erotisch, seksueel of pornografisch van aard) |
| 091              | Plaatsonafhankelijk netnummer, geschikt voor beeldtelefonie of lijnen met verhoogde kwaliteit (vanaf omstreeks oktober 2006) |
| 0970 t/m 0978    | Elektronische communicatiediensten voor geautomatiseerde toepassingen zoals Machine to Machine (M2M); deze nummers zijn 12 cijfers lang |

## Overige nummers die niet beginnen met een netnummer
Er zijn nummers die nooit een netnummer hebben. Ze beginnen met het cijfer 1.
- 112 (alarmnummer)
- 113 (zelfmoordpreventie)
- 116××× (diverse hulpdiensten)
- 140×× en 140××× (gemeentes, zie hieronder)
- 144 (meldpunt voor dieren in nood)[5]
- 16 voor carrier select
- 1800 tot en met 1899, met uitzondering van 1818. Deze zgn 18xx nummers zijn bedoeld voor abonnee-informatiediensten (voorheen 118).

### De 14-reeks
Sommige gemeenten in Nederland zijn bereikbaar via 14+netnummer. Deze reeks is bij wet gereserveerd voor de overheid en de 14+netnummers zijn beschikbaar gesteld voor gemeentelijke informatienummers. Het telefoonnummer van de gemeente bestaat dan uit slechts 5 of 6 cijfers: de cijfers 14 gevolgd door het netnummer van de gemeente. De gemeente Amsterdam is bijvoorbeeld bereikbaar via 14 020, Eindhoven en een aantal omliggende gemeenten via 14 040, de gemeente Emmen via 14 0591 en de gemeente Leeuwarden via 14 058.
Ook de rijksoverheid heeft zo'n nummer: 14 00.
Met een nummer uit de 14-reeks krijgen gemeenten één herkenbare telefonische ingang. Dit is onderdeel van de afspraken tussen gemeenten en de rijksoverheid zoals vastgelegd in de i-NUP (Implementatie-agenda Nationaal Uitvoeringsprogramma Dienstverlening en e-Overheid) en tevens het Antwoord© (© voor Concept), een project van de overheid waarmee zij haar dienstverlening aan burgers wil verbeteren.
Een voor de hand liggend bezwaar van deze nummers is dat gemeenten niet altijd samenvallen met telefoonnetten - vaak omvat een telefoonnet meerdere gemeentes. Na het kiezen van 14+netnummer hoort men in dat geval een tekst met de vraag de gemeente te kiezen waar men voor belt. Verder is 14 niet gratis; men betaalt het lokale tarief. Tot slot werkt een 14-reeks niet vanuit elke centrale, bijvoorbeeld als je via een VOIP-centrale belt.